# Le Perron
Le Perron är en kommun i departementet Manche i regionen Normandie i norra Frankrike. Kommunen ligger i kantonen Torigni-sur-Vire som tillhör arrondissementet Saint-Lô. År 2022 hade Le Perron 193 invånare.

## Befolkningsutveckling
Antalet invånare i kommunen Le Perron
| Referens: INSEE |